# Mistrzostwa Świata Wojskowych w Zapasach 2002
XXI Mistrzostwa Świata Wojskowych w zapasach w 2002 rozgrywane były w dniach 21 – 29 października w Tallinnie w Estonii.

## Tabela medalowa
Gospodarz zawodów został zaznaczony kolorem.
| Poz. | Państwo           |    |    |    | Łącznie |
| ---- | ----------------- | -- | -- | -- | ------- |
| 1    | Rosja             | 7  | 4  | 0  | 11      |
| 2    | Ukraina           | 2  | 2  | 2  | 6       |
| 3    | Azerbejdżan       | 2  | 0  | 0  | 2       |
| 4    | Grecja            | 1  | 1  | 2  | 4       |
| 5    | Polska            | 1  | 1  | 0  | 2       |
| 6    | Turcja            | 1  | 0  | 2  | 3       |
| 7    | Stany Zjednoczone | 0  | 2  | 1  | 3       |
| -    | Niemcy            | 0  | 2  | 1  | 3       |
| 9    | Białoruś          | 0  | 1  | 3  | 4       |
| 10   | Uzbekistan        | 0  | 1  | 0  | 1       |
| 11   | Estonia           | 0  | 0  | 1  | 1       |
| -    | Słowacja          | 0  | 0  | 1  | 1       |
| -    | Litwa             | 0  | 0  | 1  | 1       |
|      | Łącznie           | 14 | 14 | 14 | 42      |

## Rezultaty

### Mężczyźni

#### Styl klasyczny
| Konkurencja         | Złoto               | Srebro                 | Brąz               |
| Kategoria do 55 kg  | Oezgur Uygun        | Paweł Kramarz          | Igor Kurilov       |
| Kategoria do 60 kg  | Taleh İsrafilov     | Asliddin Xudoyberdiyev | Jurij Dubinin      |
| Kategoria do 66 kg  | Siergiej Kuntariew  | Eduard Kratz           | Kostas Arkudeas    |
| Kategoria do 74 kg  | Michaił Iwanczenko  | Keith Sieracki         | Valeri Nikitin     |
| Kategoria do 84 kg  | Aleksiej Miszyn     | Theofanis Anagnostou   | Attila Bátky       |
| Kategoria do 96 kg  | Marek Sitnik        | Roman Timoniakin       | Mindaugas Ežerskis |
| Kategoria do 120 kg | Ksenofon Kutsiumbas | Siergiej Artiuchin     | Andrej Czechauskoj |

#### Styl wolny
| Konkurencja         | Złoto              | Srebro             | Brąz                 |
| Kategoria do 55 kg  | Asgarkhan Navruzov | Wadim Chalitow     | Murat Genatuerk      |
| Kategoria do 60 kg  | Alexander Khavelov | Murad Ramazanow    | Daniel Wilde         |
| Kategoria do 66 kg  | Wadim Nanijew      | Serhij Łatyszew    | Maxwell Shingara     |
| Kategoria do 74 kg  | Arsen Gitinow      | Sergey Prokharchyk | Ołeh Dyhorow         |
| Kategoria do 84 kg  | Vadim Tokaev       | Marc Buschle       | Vasili Marudenko     |
| Kategoria do 96 kg  | Jewhen Duchin      | Franklin Lashley   | Aftandil Ksantopulos |
| Kategoria do 120 kg | Nikołaj Tielegin   | Serhij Priadun     | Sefa Uengoer         |